# Alla Pugačova. Tot samyj koncert
Alla Pugačova. Tot samyj koncert (v ruském originále Алла Пугачёва. Тот самый концерт) je ruský hudební film, záznam jubilejního koncertu zpěvačky Ally Pugačovy s názvem P.S., který se konal 14. dubna 2019 v moskevském Státním kremelském paláci. Premiéra filmu proběhla 31. října 2019 na Dálném Východě, následně byl film promítán ve všech větších městech napříč celým Ruskem. Dne 6. prosince sama zpěvačka představila film v kině Okťjabr v Moskvě. Tot samyj koncert se stal nejvýdělečnějším hudebním filmem v novodobých dějinách Ruska. Vidělo jej více než 320 tisíc diváků a vydělal téměř 94 milionů rublů.

## Koncert P.S.
Dne 17. dubna 2019 se ve Státním kremelském paláci v Moskvě konal po desetileté pauze sólový koncert Ally Pugačovy, jenž byl nazván „P.S.“  Koncert se uskutečnil u příležitosti zpěvaččiných sedmdesátých narozenin. Na koncertě vystoupili kromě Pugačovy také baletka Anastasija Voločkovová a člen Velkého divadla Arťom Ovčarenko, který vystoupil s tanečním číslem při písni Svíce hořela na stole, již složila Pugačova k textu Borise Pasternaka . Během písně Žena, která zpívá (v české verzi Já jsem ta, co zůstává tu dál) se na pódiu objevili rovněž zpěvaččini příbuzní – manžel Maxim Galkin, dcery Kristina Orbakajte a Jelizaveta Galkinová, syn Garri Galkin a také vnoučata Nikita Presnjakov, Deni Bajsarov a Klavdija Zemcovová.
Lístky na koncert byly vyprodány během několika hodin , a to i přesto, že je bylo možné zakoupit pouze v pokladnách Státního kremelského paláce  .
Dne 2. listopadu 2019 Pugačova vystoupila s koncertem také v Bělorusku, v Minsk Aréně, kde koncert navštívilo 15 tisíc fanoušků  .
Premiéra filmu se konala 31. října 2019 v Barnaulu a Blagověščensku. V prvním týdnu od premiéry byl film promítán ve městech Dálného Východu (Vladivostok, Magadan, Chabarovsk, Južno-Sachalinsk aj.) a Sibiře (Irkutsk, Novosibirsk, Krasnojarsk, Tomsk aj.), v dalších týdnech se film dostal do kin uralských měst, Kavkazu a jižního Ruska  . Celkem byl film promítán v 75 městech Ruska. Teprve v pátém týdnu se film dostal do Moskvy a Petrohradu  . 6. prosince Alla Pugačova osobně představila snímek v moskevském kině Okťjabr.
O promítání filmu a ohlasu na něj průběžně informoval ruský První kanál. V prosinci dala Pugačova této stanici interview ve zpravodajském pořadu Vremja, v němž podrobně hovořila o natáčení a účelu filmu  . Dne 1. ledna 2020 byl film na Prvním kanále odvysílán.

## Ohlas filmu
Film Alla Pugačova. Tot samyj koncert se stal vůbec nejvýdělečnějším hudebním filmem v Rusku od pádu Sovětského svazu. Podle filmových kritiků videosnímek přilákal do kin všechny věkové kategorie, včetně diváků, kteří běžně kina téměř nenavštěvují .